# ارس تک‌دانه
ارس تک‌دانه (نام علمی: Juniperus monosperma) نام یک گونه از سرده ارس است.